# 目标 (小说)
《目标》是一本讲述限制理論的小说，写于1984年，作者为高德拉特博士（Eliyahu M．Goldratt）。他藉着小说的手法，向世人说明如何以近乎常识的逻辑推演，解决复杂的管理问题。 
该书通过一个故事解释了高德拉特博士发明的“限制理論”(TOC，Theory of　Constraints)。故事的主人公阿莱克斯 (Alex Rogo)领导一个濒临倒闭的工厂，上司已经给定最后三个月的缓期，到时如没有扭亏为盈工厂就会关闭。阿莱克斯的太太也因为他整天忙于工作无暇顾及家庭而离家出走。在这样的危机中，阿莱克斯在飞机场偶遇过去的老师Jonah (智者，高德拉特博士的化身),以蘇格拉底反詰法帮助他思考，打破旧有思维限制，改变现状，逐渐从谷底爬坡走向成功的道路。故事的结尾皆大欢喜，阿莱克斯因为工厂的成功被嘉奖，太太也被说服回心转意。
该书被翻译成20多国文字，历印几百万册。被英国经济学人杂志誉为有史以来最好的管理领域的小说。